# Corrent carregat

El diagrama de Feynman més senzill per a la decadència beta. Conté una interacció de corrent carregada a cada vèrtex.

Les interaccions de corrent carregat són una de les maneres en què les partícules subatòmiques poden interactuar mitjançant la força feble. Aquestes interaccions estan mediades perls bosons W +  i W −.

## En termes senzills
Les interaccions de corrent carregat són la classe d'interaccions febles més fàcil de detectar. La força feble és més coneguda per mediar la desintegració nuclear. Té un abast molt curt, però és l'única força (a part de la gravetat ) que interacciona amb els neutrins. La força feble es comunica mitjançant les partícules d'intercanvi W i Z. D'aquests, el bosó W té una càrrega elèctrica positiva o negativa i media l'absorció i l'emissió de neutrins per o amb una partícula carregada elèctricament. Durant aquests processos, el bosó W indueix l'emissió o l'absorció d'electrons o positrons, o canvia el sabor d'un quark així com la seva càrrega elèctrica, com en la desintegració beta o la captura de K.
Per contra, la partícula Z és elèctricament neutra i l'intercanvi d'un bosó Z deixa sense afectar els nombres quàntics de les partícules que interactuen, excepte per a una transferència d'impuls, gir i energia.
Com que l'intercanvi de bosons W implica una transferència de càrrega elèctrica (així com una transferència d'isospin feble, mentre que la hipercàrrega feble no es transfereix), es coneix com a "corrent carregat". Per contra, els intercanvis de bosons Z no impliquen transferència de càrrega elèctrica, per la qual cosa es coneix com a " corrent neutre ". En aquest últim cas, la paraula "corrent" no té res a veure amb l'electricitat – simplement es refereix al moviment dels bosons Z entre altres partícules.

## Definició
El nom de "corrent carregat" sorgeix a causa dels corrents de fermions acoblats als bosons W amb càrrega elèctrica. Per exemple, la contribució actual cobrada al νee− → νee − l'amplitud de dispersió elàstica és:
{\displaystyle {\mathfrak {M}}^{\mathrm {CC} }\propto J_{\mu }^{\mathrm {(CC)} }(\mathrm {e^{-}} \to \nu _{\mathrm {e} })\;J^{\mathrm {(CC)} \mu }(\nu _{\mathrm {e} }\to \mathrm {e^{-}} ),}
on els corrents carregats que descriuen el flux d'un fermió a l'altre estan donats per:
{\displaystyle J^{\mathrm {(CC)\mu } }(f\to f')={\bar {u}}_{f'}\gamma ^{\mu }{\frac {1}{2}}\left(1-\gamma ^{5}\right)u_{f}.}
El bosó W es pot acoblar a qualsevol partícula amb isospin feble (és a dir, qualsevol fermió del model estàndard esquerra).